# Wiktor Robertowitsch Bursian
Wiktor Robertowitsch Bursian (russisch Виктор Робертович Бурсиан; * 25. Dezember 1886jul. / 6. Januar 1887greg. in St. Petersburg; † 15. Dezember 1945 in Leningrad) war ein russischer Physiker und Hochschullehrer.

## Leben
Bursian stammte aus einer deutschen St. Petersburger Familie. Sein Vater Robert Robertowitsch Bursian war Hauptarzt der Kinderheime der Kaiserin Maria Fjodorowna und Chirurg in der russischen Armee mit Zuwendung zur Massage und Sportmedizin. Seine Mutter Anna Antonowna geb. Walter stammte aus einer Wissenschaftlerfamilie.
Bursian besuchte die deutsche St. Petersburger Annenschule und schloss sie 1904 als Bester mit einer Goldmedaille ab. Darauf begann er das Studium an der Universität St. Petersburg in der mathematisch-physikalischen Fakultät. 1906 studierte er auf Einladung Friedrich Paschens zwei Semester an der Universität Tübingen. Das Studium an der Universität St. Petersburg schloss er 1910 ab und unterrichtete dann.
Nach der Oktoberrevolution hielt Bursian ab 1918 Vorlesungen nun an der Universität Petrograd und am Polytechnischen Institut Petrograd. Dazu wurde er der erste wissenschaftliche Sekretär und der erste Leiter der theoretischen Abteilung des von A. F. Joffe 1918 gegründeten Physikalisch-Technischen Instituts in Petrograd. 1920 wurde er Mitglied der von D. S.Roschdestwenski geleiteten Atomkommission zur Untersuchung der Strukturen der Atome und ihrer Spektren beim Petrograder Wawilow-Institut für Optik.
Bursians Arbeitsgebiete waren die Physik der Elektrischen Ströme durch Gase und durchs Vakuum, die Thermoemission, die Dispersion, die Elektronentheorie der Festkörper und die Kettenreaktionen. Er verfasste Lehrbücher zur Elektrodynamik, Thermodynamik und zur Elektronenemissionstheorie. Er entwickelte als Erster elektrische Methoden für die geologische Exploration. 1928–1933 nahm er an der geologischen Expedition in den Ural, in die westsibirische Tiefebene, ins Kusbass, ins Kusnezker Alatau und in die Kaspische Senke teil. Auch übersetzte er Orest Chwolsons Buch Die Evolution des Geistes der Physik, 1873–1923 ins Deutsche.
Ab 1932 leitete Bursian als Professor einen Lehrstuhl der Universität Leningrad und wurde 1933 Dekan der dortigen physikalischen Fakultät. 1934 wurde er Direktor des Physikalischen Forschungsinstituts (NIFI, seit 1998 W. A. Fock-Institut) an der Universität Leningrad. Daneben war er Mitarbeiter des Geologischen Komitees (GeolKom), das 1939 das Allrussische Forschungsinstitut für Geologie wurde.
Während der Stalinschen Säuberungen wurde Bursian 1936 im Zusammenhang mit dem Pulkowo-Fall verhaftet, als der NKWD viele Wissenschaftler aus dem Pulkowo-Observatorium und anderen Forschungseinrichtungen wegen Beteiligung an einer faschistisch-trotzkistisch-sinowjewistischen Organisation, die 1932 von deutschen Geheimdiensten zum Sturz der Sowjetmacht und Aufbau einer faschistischen Diktatur gebildet worden sei. Bursian wurde 1937 vom Obersten Militärgericht zu 10 Jahren Arbeitslagerhaft verurteilt, die er im Technischen Sonderbüro des NKWD mit Wärmeberechnungen verbrachte. Bei Beginn des Deutsch-Sowjetischen Krieges wurde er mit dem Sonderkonstruktionsbüro OKB nach Molotow evakuiert. Im Mai 1945 kehrte er nach Leningrad zurück und starb im Gefängniskrankenhaus an einem Nierenleiden. 1956 erfolgte die Rehabilitation.
Bursian war seit 1929 verheiratet mit Alisa Adolfowna Ferchmin und hatte zwei Söhne, einen Physiker und einen Philologen, die 1942–1945 in Kasan evakuiert waren.